# Vernon Macklin
Pour les articles homonymes, voir Macklin.
Vernon Macklin, né le 25 septembre 1986 à Portsmouth, en Virginie, est un joueur américain de basket-ball. Il évolue aux postes d'ailier fort et de pivot.